# 정성일 (피겨스케이팅 선수)
정성일(鄭星佚, 1969년 10월 21일~)은 대한민국의 피겨스케이팅 선수이다. 1980년대부터 1990년대 중반까지 남자 싱글 국가대표로 활동했다. 일본 삿포로에서 열린 1991년 동계 유니버시아드에서 은메달을 획득, 대한민국 피겨 스케이팅 선수로는 사상 처음으로 세계 규모의 국제 대회에서 입상하였다. 1988년·1992년·1994년 동계 올림픽에 참가하였다. 1994년 동계 올림픽에서 17위로 중위권에 올랐고, 1995년 은퇴하였다. 그는 2000년대에 김연아가 등장하기 전까지 대한민국 피겨스케이팅 선수 중에서는 국제무대에서 가장 좋은 성적을 올렸다.